# Europäisches Olympisches Winter-Jugendfestival 2017/Ski Alpin
Beim Europäischen Olympischen Winter-Jugendfestival 2017 wurden fünf Wettbewerbe im Ski Alpin in Erzurum ausgetragen.

## Medaillenspiegel
| Platz | Land       | Gold | Silber | Bronze | Gesamt |
| ----- | ---------- | ---- | ------ | ------ | ------ |
| 1     | Italien    | 2    | –      | 2      | 4      |
| 2     | Russland   | 2    | –      | –      | 2      |
| 3     | Slowenien  | 1    | 1      | –      | 2      |
| 4     | Finnland   | –    | 2      | –      | 2      |
| 5     | Frankreich | –    | 1      | 2      | 3      |
| 6     | Kroatien   | –    | 1      | –      | 1      |
| 7     | Tschechien | –    | –      | 1      | 1      |

## Medaillengewinner
| Konkurrenz   | Gold          | Silber        | Bronze             |
| ------------ | ------------- | ------------- | ------------------ |
| Riesenslalom | Alex Vinatzer | Turo Torvinen | Giovanni Zazzaro   |
| Slalom       | Alex Vinatzer | Leon Nikić    | Augustin Bianchini |

| Konkurrenz   | Gold               | Silber         | Bronze          |
| ------------ | ------------------ | -------------- | --------------- |
| Riesenslalom | Rita Abdulkaiumova | Doriane Escané | Nikola Bubáková |
| Slalom       | Nika Tomšič        | Nella Korpio   | Lara Della Mea  |

Mixed
| Konkurrenz            | Gold | Silber                                                                                       | Bronze |
| --------------------- | --- | -------------------------------------------------------------------------------------------- | --- |
| Mannschaftswettbewerb | RusslandRinata Abdulkaiumova Sofia Krokhina Natalia Sherina Nikita Guryanov Vladislav Osipov Leonid Tryasov | SlowenienMišel Marovt Živa Otoničar Nika Tomšič Nejc Naraločnik Tadej Paščinski Žak Žirovnik | FrankreichAnouck Errard Doriane Escane Axelle Michelland Augustin Bianchini Jérémy Chauvet Clement Guillot |

## Ergebnisse Männer

### Riesenslalom
| Platz | Land | Sportler         | Zeit (min) |
| ----- | ---- | ---------------- | ---------- |
| 1     | ITA  | Alex Vinatzer    | 2:10,06    |
| 2     | FIN  | Turo Torvinen    | 2:10,49    |
| 3     | ITA  | Giovanni Zazzaro | 2:11,25    |
| 4     | SLO  | Žak Žirovnik     | 2:12,03    |
| 5     | FRA  | Clement Guillot  | 2:12,90    |
| 6     | FRA  | Jérémy Chauvet   | 2:13,37    |
| 7     | CZE  | Ondřej Surkoš    | 2:13,62    |
| 8     | FRA  | Lois Tuaire      | 2:13,97    |
| 9     | GBR  | Angus Wills      | 2:14,17    |
| 10    | CZE  | Oskar Novak      | 2:14,40    |

### Slalom
| Platz | Land | Sportler           | Zeit (min) |
| ----- | ---- | ------------------ | ---------- |
| 1     | ITA  | Alex Vinatzer      | 1:40,77    |
| 2     | CRO  | Leon Nikić         | 1:44,19    |
| 3     | FRA  | Augustin Bianchini | 1:44,81    |
| 4     | FIN  | Turo Torvinen      | 1:45,03    |
| 5     | RUS  | Nikita Guryanov    | 1:45,05    |
| 6     | SLO  | Tadej Paščinski    | 1:45,27    |
| 7     | FRA  | Clement Guillot    | 1:46,17    |
| 8     | SLO  | Nejc Naraločnik    | 1:46,27    |
| 9     | FIN  | Elian Lehto        | 1:46,67    |
| 10    | MNE  | Eldar Salihović    | 1:46,91    |

## Ergebnisse Damen

### Riesenslalom
| Platz | Land | Sportler             | Zeit (min) |
| ----- | ---- | -------------------- | ---------- |
| 1     | RUS  | Rinata Abdulkaiumova | 2:12,62    |
| 2     | FRA  | Doriane Escane       | 2:13,83    |
| 3     | CZE  | Nikola Bubáková      | 2:13,95    |
| 4     | SLO  | Živa Otoničar        | 2:14,33    |
| 5     | FRA  | Anouck Errard        | 2:14,38    |
| 6     | ITA  | Carlotta Saracco     | 2:14,41    |
| 7     | ITA  | Lara Della Mea       | 2:14,52    |
| 8     | FIN  | Nella Korpio         | 2:14,92    |
| 9     | SLO  | Nika Tomšič          | 2:15,68    |
| 10    | FRA  | Axelle Michelland    | 2:16,34    |

### Slalom
| Platz | Land | Sportler              | Zeit (min) |
| ----- | ---- | --------------------- | ---------- |
| 1     | SLO  | Nika Tomšič           | 1:48,65    |
| 2     | FIN  | Nella Korpio          | 1:48,85    |
| 3     | ITA  | Lara Della Mea        | 1:49,04    |
| 4     | SLO  | Živa Otoničar         | 1:49,45    |
| 5     | RUS  | Rinata Abdulkaiumova  | 1:49,92    |
| 6     | RUS  | Anastasia Gornostaeva | 1:50,12    |
| 7     | FRA  | Anouck Errard         | 1:50,26    |
| 8     | RUS  | Sofia Krokhina        | 1:50,77    |
| 9     | FRA  | Lola Avenier          | 1:51,04    |
| 10    | SLO  | Mišel Marovt          | 1:51,32    |

## Teamwettbewerb

### Ergebnis
| Platz | Land        | Sportler                                                                                            |
| ----- | ----------- | --------------------------------------------------------------------------------------------------- |
| 01    | Russland    | Rinata Abdulkaiumova Sofia Krokhina Natalia Sherina Nikita Guryanov Vladislav Osipov Leonid Tryasov |
| 02    | Slowenien   | Mišel Marovt Živa Otoničar Nika Tomšič Nejc Naraločnik Tadej Paščinski Žak Žirovnik                 |
| 03    | Frankreich  | Anouck Errard Doriane Escane Axelle Michelland Augustin Bianchini Jérémy Chauvet Clement Guillot    |
| 04    | Niederlande | Roxy van der Haas David Leek Noa Blok Raphael Zuurbier                                              |